# Chip 'n Dale: Rescue Rangers (historieta)
Chip 'n Dale: Rescue Rangers es un cómic de la franquicia homónima creado por Disney, y publicado desde junio de 1990 a diciembre de 1991.
- Datos: Q16548746